# باراليا ديستومو
باراليا ديستومو (Παραλία Διστόμου) هي قرية في فويوتيا في مقاطعة كينتريكي إلادا في اليونان.